# Robert W. Smith
Robert W. Smith (Daleville (Alabama), 24 oktober 1958 – Montgomery (Alabama), 21 september 2023) was een Amerikaans componist, muziekpedagoog, dirigent, trompettist, muziekproducent en muziekuitgever.

## Levensloop
Smith studeerde aan de Troy Universiteit in Troy (Alabama) en behaalde daar in 1979 zijn Bachelor of Music. Aansluitend studeerde hij bij Alfred Reed aan de Universiteit van Miami in Coral Gables en behaalde daar zijn Master of Music
Als dirigent werkt hij bij American Symphonic Winds en eveneens bij het American Festival Philharmonic Orchestra. Beide orkesten zijn speciale ensembles, die geplaatst zijn in Washington, D.C. en met die hij veel CD-opnames met eigen werk maakt. Maar hij werkt ook voor bepaalde cursussen en clinics in de Verenigde Staten, Canada, Japan, Europa en Australië.
Tegenwoordig is hij professor aan de Troy Universiteit in Troy (Alabama) en leert daar binnen het zogenoemde Music Industry program compositie, productie, publicatie en muziek-business. Verder is hij dirigent van de harmonieorkesten van deze universiteit.
Als componist is hij tegenwoordig een van de bekendste en belangrijkste componisten op het gebied van de blaasmuziek. Zijn meer dan 600 werken zijn meestal gepubliceerd bij de muziekuitgaven Warner Bros. Publications en Belwin Mills Publ. (nu: Alfred Publishing). Sinds 2007 publiceert hij exclusief bij C. L. Barnhouse Company, omdat hij daar sindsdien ook directeur van de product-ontwikkeling is. Zijn werken werden in de hele wereld gespeeld en door belangrijke orkesten uitgevoerd.
Hij huwde Susan Smith, die dirigent is van de harmonieorkesten aan de St. James School in Montgomery (Alabama).
Smith overleed op 64-jarige leeftijd aan complicaties van een hartoperatie.

## Composities

### Werken voor orkest
- A Christmas Hymn
- By Loch and Mountain
- Danza, voor strijkorkest
- Evening Alleluias, voor strijkorkest
- Goondiwindi - Australian Shearers' Song
- Holiday Sounds for Strings, voor strijkorkest
- Journeys in Time, voor strijkorkest
- Mysterioso, voor strijkorkest
- Russian Folk Rhapsody, voor strijkorkest
- Sailing the Inland Sea
- Tangents for Strings, voor strijkorkest
- The Divine Comedy
- The Cherry Tree Carol
- The Great Steamboat Race

### Werken voor harmonieorkest
- 2001 To the Summit! - Strive for the Highest
- 2006 Rising Dragons (opdracht van de Korean Navy Symphonic Band o.l.v. Lt. Commander Joon Hyung Park)
- 2007 A World Holiday Celebration
- 2007 Ain't No Stoppin' Us!
- 2007 Ding Dong Merrily on High (samen met: Michael Story)
- 2007 Greensleeves: A Fantasia for Band
- 2007 Lullaby for Band
- 2007 March Grandioso
- 2007 North Bay Vistas
- 2007 Repercussions
- 2007 The Runaway Sleigh
- 2007 Soaring with John Williams
- 2007 Spirit of the Winds
- 2007 The Sword of Kings
- 2007 The Symphony of Souls
  1. Foreshadows
  2. Warriors
  3. Carnage
  4. Elegy
- 2007 Valiance: A Heroic Overture for Band
- 2008 Don Quixote - Symphony Nr. 3
  1. The Quest
  2. Dulcinea
  3. Sancho and the Windmills
  4. The Illumination
- A Christmas Hymn - tekst: J.E. Spillman en Martin Luther
- A Nation's Strength - ... And Lift Them to the Sky
- Affirmation Overture
- Africa: Ceremony, Song and Ritual
- African Bell Carol, voor slagwerk en blaasorkest
- American Landscape #1 (Lake Township, Ohio)
- An American Christmas
- And to All a Good Night (A Holiday Encore for Band) (samen met: Michael Story)
- Apollo Fanfare
- Appalachian Overture
- Ash Lawn Echoes, ouverture
- At the Crossroads
- Buffalo Dances
- By Loch and Mountain
- Cameroon (samen met: Michael Story)
- Celtic Carol
- Ceremonium
- Chautauqua
- Children of the World (samen met: Brendan Barnes)
- Christmas Concerto, voor solo trompet (of: klarinet; of: dwarsfluit; of: altsaxofoon) en harmonieorkest
- Christmas Concerto Nr. 3, voor solist en harmonieorkest
- Christmas in the Round
- Concert Band Clinic
- Currents
- Dance Celebration
- Declaration in Blue
- Developing Band Clinic
- Dramatico
- Encanto
- Eternal Peaks
- Excelsior
- Fanfare and Processional on an Old English Carol
- Folk Songs from the Southern Appalachians
- Furioso
- Gemeinhardt Suite, voor dwarsfluit solo en harmonieorkest
- Glorioso - A Fanfare and Procession
- Herndon Exaltations (A Celebration of Excellence)
- Holiday March (samen met: Michael Story)
- Hymnsong Variants
- In a Gentle Rain
- Incantations
- Inchon (opgedragen aan zijn vader Staff Sergeant Benjamin F. Smith en zijn kameraden ter gelegenheid van de 50e herdenking aan de Koreaanse Oorlog (1950-1953))
- Into the Storm
- Ireland: Of Legend and Lore[3]
- Irish Songs
- Knights of the Royal Realm, concertmars
- Kronos
- Liturgical Fanfare
- Monument
  1. To Touch the Sky
  2. Cloud Dances
  3. Colorado Dreams
  4. Pioneer Spirit
  5. Celebration
- Morpheus
- Mystere
- Nocturnal Dances
- Northwoods: Of Might and Mettle
  1. Daylight in the Swamp
  2. Waking the Camp
  3. Felling the Trees
  4. The Ice Breaks
  5. On the River
- Oh Hanukkah
- On Eagle's Wings
- On the Rising Winds
- Patriots on Parade
- Portsmouth Overture
- Precious Lord, Take My Hand
- Proclamation
- Proclamation and Procession
- Prologue - Overture
- Provenance
- Quintilian
- Rites of Tamburo
- Rythmos
- Serengeti Dreams
- Shenandoah (samen met: Michael Story)
- Soaring Through Ionian Skies - A Diatonic Adventure for Band
- Songs of Earth, Water, Fire and Sky
- Songs of Sailor and Sea
  1. Sea Chanty
  2. Whale Song
  3. Racing the Yankee Clipper
- Symphonic Band Clinic
- Symphonic Festival - Overture
- Symphonic Statement
- Tanoan Echoes
- The Divine Comedy - Symphony Nr. 1 - naar de gelijknamige komedie van Dante Alighieri, «De goddelijke komedie (La Divina Commedia)» (1306 - 1321)
  1. The Inferno
  2. Purgatorio
  3. The Ascension
  4. Paradiso
- The Gathering of the Yeomen
- The Great Locomotive Chase
- The Great Steamboat Race
- The Maelstrom
- The Odyssey - Symphony Nr. 2
  1. The Iliad
  2. The Winds of Poseidon
  3. The Isle of Calypso
  4. Ithaca
- The Second Storm
- The Sound and the Fury
- The Spirit of Orpheus - A Sinfonian Celebration
- The Star of Dreams
- The Swarm - The Battle Won with Hornets
- The Tempest
- The Trail of Dreams
  1. On the Trail
  2. The Union Pacific
  3. All the Pretty Little Horses
  4. The Final Stretch on the Union Pacific
- Threads of Our Past, the Fabric of Our Future
- Three Faces of Kilimanjaro
  1. Kibo
  2. Mawenzi
  3. Shira
- To Challenge the Sky and Heavens Above
- To Dance In the Secret Garden
- Twelve Seconds to the Moon
- Ukrainian Bell Carol
- Variations on "Deck the Halls"
- Wassail
- When Summer Takes Flight
- Where the Black Hawk Soars
- Willson Suite, voor solo eufonium en harmonieorkest
  1. Tronad
  2. In a Gentle Rain
  3. Hurricane

### Werken voor jazz-ensemble
- 2007 The Magic In Your Eyes
- 2007 "Screamin'"

- CiNii: DA14787814
- Gemeinsame Normdatei: 1114852791
- International Standard Name Identifier: 0000 0003 7409 3572
- Library of Congress Control Number: no97031253
- MusicBrainz: 70d66fca-5efa-4103-847c-808da39218ca
- Bibliotheek van het Japanse parlement: 001292571
- Nationale bibliotheek van Australië: 53319752
- Nationale Bibliotheek van Israël: 987007414529905171
- Nederlandse Thesaurus van Auteursnamen: 421353015
- Système universitaire de documentation: 260772682
- Trove: 1534629
- Virtual International Authority File: 21747672
- WorldCat: E39PBJjtbYGt3x6JqDFpjPp773